# Zájezdní hostinec Barborka
Zájezdní hostinec Barborka je bývalý zájezdní hostinec v Praze 9-Dolních Počernicích v ulici Českobrodská, která je hlavní silnicí vedoucí z Prahy ve směru na Kolín. Je chráněn jako nemovitá kulturní památka České republiky.

## Historie
Krčma stála v místech Barborky již v 16. století. Vznik zájezdního hostince souvisel s rozvojem silniční poštovní sítě v Čechách. V 18. století byl přestavěn a údajně v něm přenocovala Marie Terezie.
Po roce 1989
Hostinec byl zrušen roku 2010 a zůstal prázdný.

## Popis
Jednopatrová hlavní budova na obdélném půdorysu stojí v jihozápadní části dvorce a je kryta zalomenou valbovou střechou. V její západní polovině jsou dvě větší místnosti - malý a velký lokál.
V hlavním průčelí v úrovni přízemí předstupuje předsíň se zalomenou sedlovou stříškou. Nároží jsou zdůrazněna rustikou; v jihovýchodním se nachází nika pro sošku.
Jednoduché okenní profilované šambrány mají v patře podokenní římsy, dvoukřídlá okna jsou osmitabulková.
Částečně podsklepená stavba má sklepy situované pod východní částí objektu; tyto zasahují i do dvora. Průjezd v prostřední části je zaklenutý valenou klenbou s výsečemi.
Samostatně ve dvoře stojí vozová kolna. Jedná se o otevřenou stavbu se zděnými pilíři a sloupy, na kterých je umístěna konstrukce krovu.